# Хулиан Алварес
Хулиан Алварес (на испански: Julián Álvarez)  е аржентински футболист роден на 31 януари 2000 г. в Калчин, провинция Кордоба, атакуващ нападател на испанския Атлетико Мадрид и националния отбор на Аржентина. 

## Успехи

### Ривър Плейт
- Шампион на Аржентина (1): 2021
- Купа на Аржентина (1): 2018/19
- Суперкупа на Аржентина (1): 2019
- Копа Либертадорес (1): 2018
- Рекопа Судамерикана (1): 2021

Манчестър Сити
- Висша лига на Англия (2): 2022/23, 2023/24
- ФА Къп (1): 2022/23
- Шампионска лига (1): 2022/23
- Суперкупа на Европа (1): 2023
- Световно клубно първенство (1):  2023

### Аржентина
- Копа Америка (2): 2021, 2024
- Победител във Финалисима (1): 2022
- Световно първенство по футбол  (1): 2022